# هيروز آند زيروز (فلم)
هيروز آند زيروز (بالإنجليزية: Heroes and Zeroes)، هُو فيلم دراما نيجيري صدر سنة 2012، وقد كتب نصه وأخرجه المُخرج نيجي أكاني. الفيلم من بطولة كُل من نادية بواري وبيمبو مانويل وأولو جاكوبس.

## وصلات خارجية
- مقالات تستعمل روابط فنية بلا صلة مع ويكي بيانات